# 憤怒的小鳥星球大戰版
《憤怒的小鳥星際大戰版》為憤怒鳥系列第五部作品，是一款加入了《星球大戰》元素如原力、光劍等的益智遊戲。玩家通過控制彈弓打擊建築物和小豬，以消滅關卡中所有小豬為目標，遊戲角色與原版憤怒的小鳥類似，但加入了眾多星際大戰角色的元素。該遊戲續集《憤怒的小鳥星際大戰版II》于2013年7月15日公佈。同年9月18日推出Android、iOS以及Windows Phone 8版本。截至2013年8月，該遊戲在不同平台上累計下載次數超過一億三千五百萬次。該遊戲在2019年從App Store及Google Play下架，但仍可透過網絡途徑下載並遊玩。

## 遊戲玩法
遊戲玩法與憤怒鳥原版大致相同，玩家用手指拉動小鳥，把小鳥投向敵方陣地，只要能順利擊倒建築並消滅所有綠色小豬便能過關。闖關時所用的小鳥越少，關卡所得的積分越高。為配合星際大戰的科幻主題，遊戲也承繼了《憤怒的小鳥太空版》的重力系統。

## 角色
| 反抗軍                | 銀河帝國       |
| --------------------- | -------------- |
| 路克·天行者           | 塔斯肯襲擊者   |
| 歐比王·肯諾比（晚年） | 帝國風暴兵     |
| 韓·蘇洛               | 帝國軍官       |
| 丘巴卡                | 鈦戰機         |
| R2-D2                 | 達斯·維達      |
| C-3PO                 | 帝國偵查機器人 |
| 反抗軍飛行員          | 太空蝙蝠       |
| 藍道·卡利森           | 波巴·費特      |
| 莉亞公主              | 達斯·西帝      |

## 評價
- Metacritic給予此遊戲88分（滿分100分）。[3]

- 2013年，在罗维奥娱乐網頁上的一項投票，此遊戲被評為憤怒的小鳥系列中最好的作品[4]。

- 此遊戲的Facebook版同樣受到好評[5]。

## 外部鏈接
- 官方网站